# 3696 Herald
3696 Herald је астероид главног астероидног појаса са средњом удаљеношћу од Сунца која износи 3,117 астрономских јединица (АЈ).
Апсолутна магнитуда астероида је 12,4.